# Borut Justin
Borut Justin, slovenski kanuist, * 1938.
Justin je na svetovnih prvenstvih leta 1963 v Špitalu ob Dravi osvojil naslov prvaka v disciplini C-2 mešano skupaj z Alenko Bernot ter srebrno medaljo v disciplini C-2 ekipno, v ekipi so bili še Janez Andrejašič, Jože Gerkman, Milan Vidmar, Franc Žitnik in Leon Žitnik.